# 鄭州
鄭州（ていしゅう）は、中国にかつて存在した州。南北朝時代から民国初年にかけて、現在の河南省鄭州市一帯に設置された。

## 魏晋南北朝時代
『太平寰宇記』によると、東魏の天平年間に設置された北豫州を前身とする。556年（天保7年）、北斉により北豫州は廃止された。578年（宣政元年）、北周により滎州が置かれた。

## 隋代
581年（開皇元年）、隋により滎州は鄭州と改称され、2郡6県を管轄した。605年（大業元年）に汴州が廃止されると、その管轄県が移管されている。607年（大業3年）、郡制施行に伴い鄭州は滎陽郡と改称され、下部に11県を管轄した。隋代の行政区分に関しては下表を参照。
| 隋代の行政区画変遷 | 隋代の行政区画変遷 | 隋代の行政区画変遷   | 隋代の行政区画変遷 | 隋代の行政区画変遷 | 隋代の行政区画変遷                                                           |
| 区分               | 開皇元年           | 開皇元年             | 開皇元年           | 区分               | 大業3年                                                                      |
| ------------------ | ------------------ | -------------------- | ------------------ | ------------------ | ---------------------------------------------------------------------------- |
| 州                 | 鄭州               | 鄭州                 | 汴州               | 郡                 | 滎陽郡                                                                       |
| 郡                 | 成皋郡             | 広武郡               | 陳留郡             | 県                 | 滎陽県 汜水県 圃田県 陽武県 原武県 新鄭県 滎沢県 管城県 浚儀県 開封県 酸棗県 |
| 県                 | 滎陽県 成皋県 密県 | 内牟県 陽武県 苑陵県 | 浚儀県 開封県      | 県                 | 滎陽県 汜水県 圃田県 陽武県 原武県 新鄭県 滎沢県 管城県 浚儀県 開封県 酸棗県 |

## 唐代
621年（武徳4年）、唐が王世充を平定すると、滎陽郡は鄭州と改められた。742年（天宝元年）、鄭州は滎陽郡と改称された。758年（乾元元年）、滎陽郡は鄭州の称にもどされた。鄭州は河南道に属し、管城・滎陽・滎沢・中牟・新鄭・原武の6県を管轄した。

## 宋代
北宋のとき、鄭州に奉寧軍節度が置かれた。鄭州は京西北路に属し、管城・滎陽・滎沢・新鄭・原武の5県を管轄した。
金のとき、鄭州は南京路に属し、管城・滎陽・滎沢・密・河陰・汜水・原武の7県を管轄した。

## 元代
元のとき、鄭州は汴梁路に属し、管城・滎陽・河陰・汜水の4県を管轄した。

## 明代以降
明のとき、鄭州は開封府に属し、滎陽・滎沢・河陰・汜水の4県を管轄した。
1724年（雍正2年）、清により鄭州は直隷州に昇格した。鄭州直隷州は河南省に属し、滎陽・滎沢・汜水の3県を管轄した。
1912年、中華民国により鄭州直隷州は廃止され、鄭県と改められた。